# La vida que te espera
La vida que te espera es una película española del año 2004, dirigida por Manuel Gutiérrez Aragón.

## Argumento
La historia se desarrolla en el Valle del Pas (Cantabria). Gildo (Juan Diego), un pastor viudo que vive solo con sus hijas, al notar que le falta su vaca preferida, Vanesa, va a buscarla y descubre que se ha metido entre el ganado de otro pastor del valle, su vecino Severo (Celso Bugallo). Este,  su vecino y rival, le dice a Gildo que como la vaca ha venido a su collado él tendría el derecho a quedársela ("prendarla"). Mediante esta amenaza, le pide a Gildo que le entregue el primer jato que tenga la vaca y Gildo consiente a regañadientes.  En la siguiente escena vemos que Severo tiene un hijo en la ciudad que trabaja de peluquero. Severo entra en la peluquería contra los deseos de su hijo,  Rai (Luis Tosar) y empieza a pedir que deje la peluquería y vuelva al campo y a la vida del pastor, ocasionando así una fuerte discusión entre ambos.  Transcurre en este momento además que la vida tradicional de los pastores está amenazada por cambios políticos a nivel europeo, lo cual puede ser un agravante para el estado desquiciado de su padre.  De nuevo, en una de las cabañas del valle, vemos a Gildo trabajando con su hija mayor, Val (Marta Etura) mientras la menor, Genia (Clara Lago) escucha música y baila. Gildo llama a Genia y le dice que baje con el jato prometido a la cabaña de Severo para entregárselo pero Genia dice que tiene que hacer un examen en el colegio. Al final, Val interviene y sin que se entere su padre lleva el jato a Severo. Al ver el animal Severo le dice que se lo lleve otra vez porque no es de la misma vaca. Val dice que lo puede demostrar con los papeles del veterinario, deja el animal allí y se va. Severo de repente aparece en el camino, la rapta violentemente, atándola como si ella fuera un animal y la encierra con el ganado. Al venir su padre a indagar de su tardanza, descubre a su hija encerrada e intenta liberarla. Severo vuelve y empieza a pelear con Gildo y en el forcejeo Severo resulta muerto. Estos hechos hacen retornar a su hijo Rai (Luis Tosar) para hacerse cargo del funeral, sus propiedades y el ganado. Val ahora se ve implicada en el homicidio presuntamente llevado a cabo por su padre y poco a poco se siente incluso más atrapada en la vida aislada que tiene que compartir con él. Por sentimientos de culpabilidad y también por el peso del secreto que guardan ambos se ve obligada a procurar relaciones diplomáticas con Rai y se sorprende en descubrir que este le despierte sentimientos que van más allá de la simple diplomacia. El desarrollo de la película gira alrededor de la estrecha relación y complicidad que Val tiene con su hermana menor; las tensiones dentro de la relación claustrofóbica  con su padre y ahora la difícil historia de amor que tiene con Rai, el hijo de su enemigo y víctima. Mientras tanto la policía aparece y desaparece en su constante búsqueda del asesino.   El desenlace ve al padre intentar escaparse, con la ayuda de sus hijas, la revelación de alguna sorpresa más dentro de la narrativa y un vislumbrado 'final feliz' en los destinos de Rai y Val.  Destaca el papel importantísimo que desempeña el paisaje del Valle del Pas y alguna escena con los otros habitantes pasiegos, como por ejemplo la competición para premiar a quien tenga la mejor vaca lechera. Todo esto retrata una vida pastoril que empieza a sufrir los cambios hacia la vida moderna.

## Reparto
| Intérprete                 | Personaje           |
| -------------------------- | ------------------- |
| Juan Diego                 | Gildo               |
| Luis Tosar                 | Rai                 |
| Marta Etura                | Val                 |
| Clara Lago                 | Genia               |
| Celso Bugallo              | Severo              |
| Víctor Clavijo             | Parrondo            |
| Xosé Manuel Olveira 'Pico' | Párroco             |
| Xosé Luis Bernal 'Farruco' | Marino              |
| Gonzalo Rei Chao           | Rafael              |
| Alfonso Agra               | Paco                |
| Rosa Álvarez               | Milagros            |
| Santi Prego                | Camarero del México |
| Manuel Millán              | Peluquero Jefe      |
| Laura Silva                | Clienta Peluquería  |
| Laura Bueno                | Amiga               |
| Tasio Fernández            | Guardia Civil       |
| Ángel Anes                 | Ang                 |